# Campeonato Asiático de Atletismo de 2017 - 3000 m com obstáculos feminino
A prova dos 3000 metros com obstáculos feminino do Campeonato Asiático de Atletismo de 2017 foi disputada no dia 8 de julho de 2017 no Kalinga Stadium em Bhubaneswar, na Índia. 

## Recordes
Antes desta competição, os recordes mundiais e do campeonato nesta prova eram os seguintes:
|                       | Nome         | Nacionalidade | Tempo     | Local       | Data                 |
| --------------------- | ------------ | ------------- | --------- | ----------- | -------------------- |
| Recorde mundial       | Ruth Jebet   | Bahrein       | 8m 52s 78 | Saint-Denis | 27 de agosto de 2016 |
| Recorde do campeonato | Lalita Babar | Índia         | 9m 34s 13 | Wuhan       | 6 de julho de 2015   |
| Recorde asiático      | Ruth Jebet   | Bahrein       | 8m 52s 78 | Saint-Denis | 27 de agosto de 2016 |

## Medalhistas
| Ouro              | Prata           | Bronze          |
| Sudha Singh (IND) | Hyo Gyong (PRK) | Nana Sato (JPN) |

## Resultado final
| Posição           | Atleta                | Nacionalidade   | Tempo    | Notas |
| ----------------- | --------------------- | --------------- | -------- | ----- |
| Medalha de ouro   | Sudha Singh           | Índia           | 9:59.47  |       |
| Medalha de prata  | Hyo Gyong             | Coreia do Norte | 10:13.94 |       |
| Medalha de bronze | Nana Sato             | Japão           | 10:18.11 |       |
| 4                 | Parul Chaudhary       | Índia           | 10:22.99 |       |
| 5                 | Li Yuanfeng           | China           | 10:36.42 |       |
| 6                 | Uda Kuburalage Nilani | Sri Lanka       | DNF      |       |

Legenda
| Recorde mundial       | Recorde mundial (World record)               |                       | Recorde africano                      | Recorde africano (African) |                                           | Q | Classificado por posição (Qualified) |
| Recorde do campeonato | Recorde do campeonato (Championship record)  | Recorde da América    | Recorde da América (Americas)         | q                          | Classificado por melhor tempo (Qualified) |   |                                      |
| Melhor marca do ano   | Melhor marca do ano (World leading)          | Recorde asiático      | Recorde asiático (Asian)              | DNS                        | Não largou (Did not start)                |   |                                      |
| Recorde nacional      | Recorde nacional (National record)           | Recorde europeu       | Recorde europeu (European)            | DNF                        | Não terminou (Did not finish)             |   |                                      |
| Recorde pessoal       | Recorde pessoal do atleta (Personal best)    | Recorde da Oceania    | Recorde da Oceania (Oceania)          | DSQ / DQ                   | Desclassificado (Disqualified)            |   |                                      |
| Recorde da temporada  | Recorde da temporada do atleta (Season best) | Recorde sul-americano | Recorde sul-americano (South America) | NM                         | Sem marca (No mark)                       |   |                                      |